# Liste der Kulturgüter in Lüscherz
Die Liste der Kulturgüter in Lüscherz enthält alle Objekte in der Gemeinde Lüscherz im Kanton Bern, die gemäss der Haager Konvention zum Schutz von Kulturgut bei bewaffneten Konflikten, dem Bundesgesetz vom 20. Juni 2014 über den Schutz der Kulturgüter bei bewaffneten Konflikten sowie der Verordnung vom 29. Oktober 2014 über den Schutz der Kulturgüter bei bewaffneten Konflikten unter Schutz stehen.
Objekte der Kategorie A sind vollständig in der Liste enthalten, Objekte der Kategorie B sind im Gemeindegebiet nicht ausgewiesen, Objekte der Kategorie C fehlen zurzeit (Stand: 15. März 2024). Unter übrige Baudenkmäler sind geschützte Objekte zu finden, die im Bauinventar des Kantons Bern als «schützenswert» verzeichnet sind.

## Kulturgüter
| Foto |                                                                              | Objekt | Kat. | Typ | Standort                                 | Beschreibung |
| ---- | ---------------------------------------------------------------------------- | --- | ---- | --- | ---------------------------------------- | --- |
| ja   | Datei hochladen · Wikidata zu Hallstattzeitliche Grabhügelgruppe (Q19362652) | Eisenzeitliche Grabhügelgruppe KGS-Nr.: 09574                                                                         | A    | F   | Schaltenrain / Grossholz 577171 / 208730 | Gruppe von zehn Grabhügeln aus der Hallstattzeit. Bestattet waren die Toten mit Bernstein, Keramik, Schmuck und Waffen. In einigen Gräbern wurden besondere Beigaben geborgen, darunter Bronzegefässe (Situla), Glas, Reste von Geschirrteilen, Rädern und Wagen sowie ein goldenes Gehänge. Objekt liegt auf den Gemeindegebieten von Lüscherz (KGS-Nr. 9574), Brüttelen (KGS-Nr. 9575), Ins (KGS-Nr. 949) und Vinelz (KGS-Nr. 17225). |
| BW   | Datei hochladen · Wikidata zu Dorfstation (Q3272162)                         | Dorfstation (CH-BE-02), Fundstelle der UNESCO-Welterbestätte "Prähistorische Pfahlbauten um die Alpen" KGS-Nr.: 16536 | A    | F   | 578072 / 210897                          | |

## Übrige Baudenkmäler
Hinweis: Anstelle der KGS-Nummer wird als Objekt-Identifikator (ID) die Grundstücksnummer verwendet.
| ID   | Foto |                                                                        | Objekt                             | Typ | Standort                        | Beschreibung |
| ---- | ---- | ---------------------------------------------------------------------- | ---------------------------------- | --- | ------------------------------- | ------------ |
| 17   | ja   | Datei hochladen · Wikidata zu Unteres Schulhaus (16. Jh.) (Q124877116) | Unteres Schulhaus (16. Jh.)        | G   | Hauptstrasse 35 578174 / 210624 |              |
| 1094 | ja   | Datei hochladen                                                        | Gasthof Drei Fische (1742)         | G   | Hauptstrasse 29 578249 / 210578 |              |
| 1181 | ja   | Datei hochladen                                                        | Strandanlage und Bootshafen (1958) | G   | Am See N.N. 578078 / 210791     |              |